# Dayallijster
De dayallijster (Copsychus saularis) is een kleine zangvogel uit de familie van de vliegenvangers (Muscicapidae). Hij werd vroeger in de familie van de lijsters (Turdidae) geplaatst. De wetenschappelijke naam van de soort werd in 1758 als Gracula saularis gepubliceerd door Carl Linnaeus. De naam 'saularis' is de gelatiniseerde versie van de Hindi-naam 'Saulary', die John Ray voor dezelfde soort gebruikte, en die door Linnaeus, onder verwijzing naar Ray, werd overgenomen.
De vogel is het nationale symbool van Bangladesh. Hij komt verspreid over het Oriëntaals gebied voor. De vogels worden ook in volières gehouden.

## Kenmerken
Het mannetje en vrouwtje van de dayallijster zijn verschillend in uiterlijk. De mannetjes zijn zwart met een witte buik, onderstaart en vleugelstreep, terwijl de vrouwtjes een grijze kop en borst hebben. Het mannetje lijkt op een ekster in miniatuur, daarom heet de vogel in het Engels Magpie robin.
De vrouwtjes zijn wat kleiner. In volières zijn deze vogels sociaal ten opzichte van andere soorten vogels, maar ze kunnen in de broedperiode agressief worden tegen zowel andere vogelsoorten als soortgenoten.

## Voorkomen en leefgebied
De dayallijster heeft een groot verspreidingsgebied dat reikt van Pakistan tot aan de Filipijnen. Binnen dit gebied worden 13 ondersoorten onderscheiden. Alleen al op Borneo komen drie verschillende ondersoorten voor. Het is een vogel van open landschappen, agrarisch gebied, parken en tuinen.
Ondersoorten:
- C. s. saularis: noordoostelijk Pakistan, noordelijk, centraal en westelijk India.
- C. s. ceylonensis: zuidelijk India en Sri Lanka.
- C. s. erimelas: van noordoostelijk India tot Thailand en Indochina.
- C. s. andamanensis: de Andamanen.
- C. s. prosthopellus: zuidelijk en oostelijk China en Hainan.
- C. s. musicus: Malakka, Sumatra, Billiton en Banka, westelijk Java en zuidelijk en westelijk Borneo.
- C. s. zacnecus: Simeulue.
- C. s. nesiarchus: Nias.
- C. s. masculus: Batu.
- C. s. pagiensis: Mentawai-eilanden.
- C. s. amoenus: oostelijk Java en Bali.
- C. s. adamsi: noordelijk Borneo en Pulau Banggi.
- C. s. pluto: Maratua, oostelijk en zuidoostelijk Borneo.

## Status
De grootte van de wereldpopulatie is niet gekwantificeerd. Er is geen aanleiding te veronderstellen dat de soort in aantal achteruit gaat. Daarom staat de dayallijster als niet bedreigd op de Rode Lijst van de IUCN.

## Broedgedrag
Dayallijsters maken een nest van hooi, bladeren, haren en wortels waarin 4 tot 5 eitjes worden gelegd die blauwgroen gekleurd zijn met bruinige vlekken. De eieren worden 12 tot 14 dagen bebroed, waarna de jonge vogels door beide ouders worden gevoerd. De jongen vliegen na ongeveer twee weken uit.

## Voedsel
Dayallijsters zijn insecteneters en eten vooral spinnen, kevers, krekels en dergelijke.